# ISO 14971
La norma ISO 14971 Medical devices — Application of risk management to medical devices in Italia UNI EN ISO 14971 "Dispositivi medici - Applicazione della gestione dei rischi ai dispositivi medici" è uno standard ISO per l'applicazione della gestione dei rischi ai dispositivi medici. Il Comitato tecnico ISO responsabile della stesura di questo standard è ISO/TC210 che lavora con IEC/SC62A attraverso un gruppo di lavoro congiunto (JWG1). 
Questo standard è il culmine del lavoro iniziato nella norma ISO/IEC Guide 51, [2] e ISO/IEC Guide 63. 
L'ultima revisione significativa è stata pubblicata nel 2007 con un aggiornamento minore pubblicato nel 2009. Nel 2013, una relazione tecnica ISO/TR 24971 è stato pubblicato da ISO/TC210 per fornire consigli esperti sulla applicazione di tale principio.
Questa norma stabilisce i requisiti per la gestione del rischio per determinare la sicurezza di un dispositivo medico dal produttore durante il ciclo di vita del prodotto. Tale attività è richiesto da una maggiore regolazione del livello e altre norme sui sistemi di gestione della qualità come ISO 13485. In particolare, ISO 14971 è uno standard di nove parte che per prima istituisce un quadro per l'analisi dei rischi, la valutazione, il controllo e la gestione, e specifica anche una procedura per la revisione e il controllo durante la produzione e post-produzione.
Nel 2012, una versione armonizzata europea di questa norma è stata adottata dal CEN come EN ISO 14971:2012. Questa versione è armonizzata rispetto alle tre direttive europee associate a dispositivi medici:
- Direttiva CEE 93/42 sui dispositivi medici,
- Direttiva sui dispositivi medico-diagnostici in vitro (IVD) 98/79/CE, e
- Direttiva Dispositivi Medici Impiantabili Attivi 90/385/CEE

attraverso le tre 'Zed' allegati (ZA, ZB e ZC).
Ciò è stato fatto per affrontare la conformità presunta con le 3 direttive che si ottiene attraverso una notifica audit di certificazione e la presentazione di regolamentazione che pretendono il rispetto di questo standard.
EN ISO 14971:2012 si applicava solo ai produttori di dispositivi destinati al mercato europeo; per il resto del mondo, ISO 14971:2007 rimase lo standard raccomandato per la gestione del rischio di dispositivi medici, fino all'uscita della successiva edizione 2019. Questa non è ancora stata armonizzata né rispetto alle precedenti direttive (90/385/CEE; 93/42/CEE; 98/79/CE), né rispetto alla nuova regolamentazione europea (2017/745; 2017/746), ma si sta attualmente lavorando ad una nuova versione dello standard contenenti 5 allegati "Z": tre riferiti alle vecchie direttive e due alle nuove regolamentazioni.

## Storia della norma
La ISO 14971 è stata pubblicata per la prima volta nel 1998 come ISO 14971-1 sulla base della precedente norma europea EN 1441 pubblicata nel 1997.
Nel 2000 è stata pubblicata la versione ISO 14971:2000. La successiva edizione ISO 14971:2007 ha segnato una svolta nell'attività di gestione rischi per i Dispositivi Medici e Diagnostici ed è stata applicata per oltre un decennio. Nel 2012 è stata pubblicata la sola versione europea EN ISO 14971:2012 contenente le appendici Za, Zb e ZC con i riferimenti alle direttive europee 90/385/CEE, 93/42/CEE e 98/79/CE.
Nel 2017 ISO ha messo in revisione la norma che è stata pubblicata il 18 dicembre 2019 sia nella versione internazionale ISO 14971:2019 che nella versione europea EN ISO 14971:2019.

## Cronologia
| Anno | Descrizione |  |
| ---- | --- |  |
| 1997 | EN 1441 nasce in Europa dal Comitato europeo di normazione (CEN) con il titolo "Dispositivi medici - Analisi dei rischi." che sarà base per sviluppare ISO 14971                                |  |
| 1998 | ISO 14971-1 (1ª Edizione) |  |
| 2000 | ISO 14971 (2ª Edizione) |  |
| 2007 | ISO 14971 (3ª Edizione) |  |
| 2012 | EN ISO 14971 il Comitato europeo di normazione (CEN) pubblica la versione europea armonizzata rispetto alle tre direttive europee associate al settore medicale 93/42/CEE, 98/79/CE, 90/385/CEE |  |
| 2019 | ISO 14971 (4ª Edizione) pubblicata in contemporanea anche in Europa come EN ISO 14971:2019 |  |

## Principali requisiti della norma
la norma ISO 14971:2019 adotta il seguente schema in 10 capitoli e 3 allegati:
- 1 Scopo
- 2 Riferimenti normativi
- 3 Termini e definizioni
- 4 Requisiti generali per il sistema di gestione dei rischi
- 5 Analisi dei rischi
- 6 Valutazione del rischio
- 7 Controllo del rischio
- 8 Valutazione del rischio residuo complessivo
- 9 Revisione della gestione dei rischi
- 10 Attività di produzione e post-produzione
- Allegato A (informativo) Razionale per i requisiti
- Allegato B (informativo) Processo di gestione dei rischi per i dispositivi medici
- Allegato C (informativo) Concetti fondamentali di rischio
- Bibliografia

Presto saranno poi aggiunti i seguenti allegati "Z":
- Allegato ZA (informativo) Relazione tra questa norma europea e i requisiti essenziali della direttiva 93/42/CEE [GU L 169]
- Allegato ZB (informativo) Relazione tra questa norma europea e i requisiti essenziali della direttiva 90/385/CEE [GU L 189]
- Allegato ZC (informativo) Relazione tra questa norma europea e i requisiti essenziali della direttiva 98/79/CE [GU L 331]
- Allegato ZD (informativo) Relazione tra questa norma europea e la sicurezza generale e i requisiti di prestazione del regolamento (UE) 2017/745
- Allegato ZE (informativo) Relazione tra questa norma europea e la sicurezza generale e i requisiti di prestazione del regolamento (UE) 2017/746